# Ácido 4-(metiltio)benzoico
Ácido 4-(metiltio)benzoico ou ácido 4-(metilsulfanil)benzoico é o composto orgânico de fórmula C8H8O2S, fórmula linear CH3SC6H4CO2H, SMILES CSC1=CC=C(C=C1)C(=O)O, de massa molecular 168,21. É um tioéter do grupo metilo e do ácido benzoico. Apresenta ponto de fusão de 192-196 °C. É classificado com o número CAS 13205-48-6, número de registro Beilstein 2082809   número EC 236-171-5 e número MDL MFCD00002555.